# (34736) 2001 QG69
2001 QG69 (asteroide 34736) é um asteroide da cintura principal. Possui uma excentricidade de 0.14594970 e uma inclinação de 10.82291º.
Este asteroide foi descoberto no dia 17 de agosto de 2001 por LINEAR em Socorro.